# اولین کلیسای مسیح
اولین کلیسای مسیح (انگلیسی: The First Church of Christ, Scientist)، مقر اداری و کلیسای مادر کلیسای مسیح، دانشمند است که به عنوان کلیسای علم مسیحی نیز شناخته می‌شود. علم مسیحی در قرن نوزدهم در لین، ماساچوست، توسط مری بیکر ادی با انتشار کتاب خود، علم و سلامت (۱۸۷۵)، تأسیس شد.
اولین کلیسای مسیح، دانشمند، در میدان علم مسیحی ۱۳٫۵ هکتاری در بوستون، ماساچوست واقع شده است. این مرکز متعلق به کلیسا است و شامل کلیسای اصلی مادر (۱۸۹۴)، گسترش کلیسای مادر (۱۹۰۶)، انتشارات علمی مسیحی (۱۹۳۴)، که محل کتابخانه مری بیکر ادی است، سالن رفلکشن (۱۹۷۱)، ساختمان اداری (۱۹۷۲) و ساختمان کولوناد (۱۹۷۲) است. همچنین یک استخر بازتابنده و فواره وجود دارد.

## تاریخچه
اولین کلیسای مادر، طراحی شده توسط فرانکلین آی. ولش، در دسامبر ۱۸۹۴، هشت سال پس از اولین کلیسای علم مسیحی، اولین کلیسای مسیح، دانشمند (اوکونتو، ویسکانسین)، توسط زنان محلی که احساس می‌کردند به وسیله این دین کمک شده‌اند، ساخته شد.
اگرچه این کلیسا برای آن زمان نسبتاً بزرگ بود، اما کلیسای اصلی، یک سازه سنگی احیای رومانسک، اغلب نادیده گرفته می‌شود زیرا توسط گسترش کلیسای مادر گنبدی بسیار بزرگ‌تر تحت الشعاع قرار می‌گیرد. این ساختمان که برای قرار گرفتن در یک قطعه زمین به شکل بادبادک طراحی شده است، دارای یک مناره ۱۲۶ فوتی (۳۸ متری) و یک سالن هشت ضلعی با ظرفیت ۹۰۰ نفر است. این ساختمان از گرانیت نیوهمپشایر، ایالت زادگاه مری بیکر ادی ساخته شده است.
گسترش کلیسای مادر که در سال‌های ۱۹۰۴–۱۹۰۶ اضافه شد، در ابتدا توسط چارلز بریگهام طراحی شد، اما توسط اس.اس. بمان که در سال ۱۹۰۵ به دلیل بیماری بریگهام ساخت و ساز را بر عهده گرفت، به‌طور قابل توجهی اصلاح شد. به ویژه، بمان عناصر بیزانسی را به حداقل رساند و ساختار گنبدی را با سبک نئوکلاسیک که بمان آن را مناسب‌ترین سبک برای کلیساهای علم مسیحی می‌دانست، هماهنگ کرد. این کلیسا دارای یکی از بزرگ‌ترین ارگ‌های لوله ای جهان است که در سال ۱۹۵۲ توسط شرکت Aeolian-Skinner در بوستون ساخته شده است. محراب که در طبقه دوم قرار دارد، حدود ۳۰۰۰ نفر ظرفیت دارد.